# Kasteel Ter Leyen

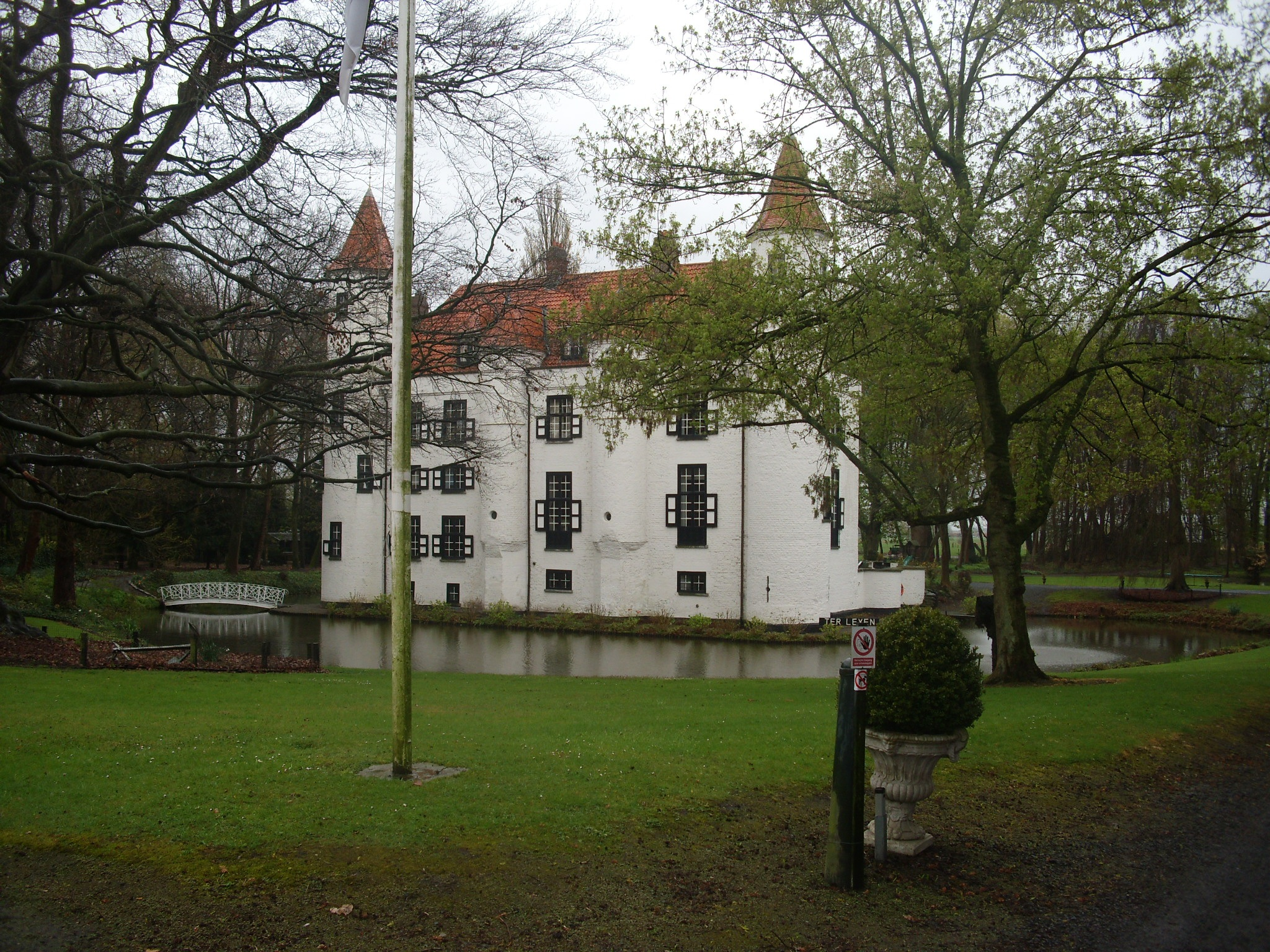
Kasteel Ter Leyen

Het Kasteel Ter Leyen is een kasteel in Boekhoute, behorend tot de Oost-Vlaamse gemeente Assenede. Het is gelegen in het centrum, aan Boekhoutedorp 5. De eerste vermelding van een kasteel is in de 16e eeuw. Ter Leyen valt op door haar witte gevels en zijn baksteenrode daken. Het staat ingeplant in een groene omgeving. Samen met zijn omgeving staat het op de monumentenlijst als beschermd cultuurhistorisch landschap sinds 1977.

## Geschiedenis
Het dorp Boekhoute was ooit de hoofdplaats van één van de Vier Ambachten. In de onmiddellijke nabijheid bevond zich vroeger ook een begijnhof die In den Boomgaard heette, maar deze is verloren gegaan in de geschiedenis.
Begin 15e eeuw was er sprake van een behuusde stede, in bezit van Jan Sloeven en Kateline Sersander, die Gentse grootgrondbezitters waren. Roeland Soete erfde in 1490 het thuus ende neerhof te bouchaute by de kercke, maar pas in 1511 werd melding gemaakt van een kasteeltje. Tot 1627 bleef het goed in bezit van de familie, toen werd het verkocht aan Guido Laurijn, en later kwam het aan Guido De Deckere, die ambachtsheer van Boekhoute was.
Omstreeks 1855 kwam het goed door huwelijk in bezit van de familie De Block. Het kasteel werd gewijzigd in neogotische trant en mogelijk werd ook het park opnieuw aangelegd, in Engelse landschapsstijl.
Tijdens de Eerste Wereldoorlog werd het kasteel door de Duitsers bezet en ging veel van het archief verloren. In 1931 werd het verkocht aan de brouwersfamilie Ingels. Het werd toen opnieuw opgeknapt en verbouwd.

## Domein
Het betreft een in een laagte gelegen kasteel op L-vormige plattegrond, dat deels door een gracht wordt omringd. Het kasteel is in vroege renaissancestijl gebouwd. Het witgekalkte kasteel heeft twee slanke hoektorens. Bij de verbouwing in de jaren '30 van de 20e eeuw, naar ontwerp van Valentin Vaerwyck, werd het interieur geheel gewijzigd. Enkel de gewelfde kelders bleven in de oude staat.
Tot de bijgebouwen behoren een portierswoning en een conciërgewoning.
Het domein, in Engelse landschapsstijl, heeft een serpentinevijver waarover zich een boogbrug bevindt. Een ijskelder dateert van 1875. Verder is er een kunstgrot.